# Паренталии
Паренталии (лат. Parentalia) — религиозные празднества в Древнем Риме для поминания и приношений умершим родителям (parentes) и другим родственникам.
Dies parentales открывала 13 февраля в полдень старшая весталка (Vestalis Maxima) жертвоприношением, а заканчивались 21 февраля большим праздником feralia.
Овидий описывает, что на дорогах и у могил оставлялись небольшие дары: венки, фрукты, хлеб, цветы фиалки. Во время паренталий все храмы были закрыты, было запрещено проводить свадьбы.
Жертвы в честь умерших, как живущих в подземном мире, именовались также лат. Inferiae («инферия»).